# رافائله کوستانتینو
رافائله کوستانتینو (به ایتالیایی: Raffaele Costantino) بازیکن فوتبال و اهل ایتالیا است که از سال ۱۹۲۹ میلادی عضو تیم ملی فوتبال ایتالیا بوده و در ۲۳ بازی ملی حضور داشته‌است. او در بازی‌های ملی‌اش ۸ گل به ثمر رساند.
رافائله کوستانتینو آخرین بازی ملی خود را در سال ۱۹۳۳ میلادی انجام داد.